# 博爱县 (越南)
博愛縣是越南寧順省下辖的一個縣。

## 地理
博愛縣北接慶和省金蘭市、慶永縣和慶山縣；南接潘郎-塔占市和寧山縣；西接林同省；東接順北縣和寧海縣。

## 历史
2000年11月6日，宁山县以福平社、福和社、福新社、福大社、福进社、福胜社、福城社、福中社、福政社9社析置博爱县。

## 行政區劃
博愛縣下轄9社，县莅福大社。
- 福平社（Xã Phước Bình）
- 福大社（Xã Phước Đại）
- 福政社（Xã Phước Chính）
- 福和社（Xã Phước Hòa）
- 福新社（Xã Phước Tân）
- 福胜社（Xã Phước Thắng）
- 福城社（Xã Phước Thành）
- 福进社（Xã Phước Tiến）
- 福中社（Xã Phước Trung）